# Dryopteris hangchowensis
Dryopteris hangchowensis är en träjonväxtart som beskrevs av Ren-Chang Ching. Dryopteris hangchowensis ingår i släktet Dryopteris och familjen Dryopteridaceae. Inga underarter finns listade.